# Archiearis hilara
Archiearis hilara là một loài bướm đêm trong họ Geometridae.